# Kerry O'Flaherty
Kerry O'Flaherty (Newtownards, 15 luglio 1981) è una siepista irlandese.

## Biografia
Nata nell'Irlanda del Nord, ha gareggiato per la nazione costitutiva britannica ai Giochi del Commonwealth 2014, mentre a livello internazionale ha sempre rappresentato l'Irlanda. Nel 2015 si è affacciata alle maggiori competizioni internazionali prendendo parte ai Mondiali di Pechino. L'anno seguente ha raggiunto lo standard di qualificazione per i Giochi olimpici di Rio de Janeiro 2016.

## Palmarès
| Anno                                     | Manifestazione          | Sede           | Evento       | Risultato | Prestazione | Note |
| ---------------------------------------- | ----------------------- | -------------- | ------------ | --------- | ----------- | ---- |
| In rappresentanza dell' Irlanda          |                         |                |              |           |             |      |
| 2015                                     | Mondiali                | Pechino        | 3000 m siepi | Batteria  | 10'05"10    |      |
| 2016                                     | Europei                 | Amsterdam      | 3000 m siepi | 12ª       | 9'45"88     |      |
| 2016                                     | Giochi olimpici         | Rio de Janeiro | 3000 m siepi | Batteria  | 9'45"35     |      |
| 2017                                     | Europei indoor          | Belgrado       | 1500 m piani | Batteria  | 4'23"82     |      |
| 2018                                     | Europei                 | Berlino        | 3000 m siepi | Batteria  | 10'09"81    |      |
| In rappresentanza dell' Irlanda del Nord |                         |                |              |           |             |      |
| 2014                                     | Giochi del Commonwealth | Glasgow        | 3000 m siepi | 11ª       | 9'55"94     |      |